# NAMC YS-11J
NAMC YS-11J – niezrealizowany projekt japońskiego samolotu pasażerskiego średniego zasięgu wytwórni Nihon Aircraft Manufacturing Corporation, będącego modyfikacją konstrukcji NAMC YS-11 polegającej na zmianie napędu z silników turbośmigłowych na turboodrzutowe.

## Historia
Plany dalszego rozwoju samolotu NAMC YS-11 pojawiły się wraz z dużym sukcesem w sprzedaży samolotu YS-11. Nowa konstrukcja miała wypełnić lukę w ofercie firmy pomiędzy najmniejszym YS-11 a planowanym, największym YS-33. W konstrukcji samolotu, silniki turboodrzutowe planowano zamontować na wysięgnikach umieszczonych nad skrzydłem. Niestety kryzys naftowy z roku 1973 pokrzyżował plany rozwoju Nihon Aircraft Manufacturing Corporation i nie powstał ani YS-11J ani YS-33.

## Konstrukcja
Maszyna miała mieć praktycznie niezmieniony układ konstrukcyjny w porównaniu do swojego poprzednika YS-11. Wolnonośny dolnopłat o klasycznym usterzeniu i prostych skrzydłach o trapezowym obrysie. Kałub o konstrukcji połskorupowej. Podwozie chowane trójzespołowe z przednim podparciem. Goleń przednia chowana do wnęki w kadłubie, podwozie główne do wnęk w komorach umieszczonych w skrzydłach. Turboodrzutowe silniki planowano umieścić na pylonach wynoszących jednostki napędowe nad skrzydła.